# Cerro El Roble
Cerro El Roble é uma montanha localizada na Cordilheira dos Andes, no centro do Chile, que alcança 2200 metros acima do nível médio do mar. Sua localização geográfica é 32° 58′ S, 71° 00′ O. Grande parte da área de terra associada a esta montanha foi incorporado ao Parque Nacional La Campana no final de 1990. Uma estação do Observatório Astronômico Nacional do Chile, o Observatório de Cerro El Roble, está localizado no topo desta montanha.

## Toponímia
Cerro El Roble tem esse nome devido as florestas de carvalhos (robles) que estão em suas encostas. A seus pés, em seu lado leste, encontra-se o povo de Caleu e, na face norte, o Parque Nacional La Campana. Uma parte considerável de sua área forma parte integrante do parque.